# Neodexiopsis magnicornis
Neodexiopsis magnicornis är en tvåvingeart som beskrevs av John Otterbein Snyder 1958. Neodexiopsis magnicornis ingår i släktet Neodexiopsis och familjen husflugor.
Artens utbredningsområde är Panama. Inga underarter finns listade i Catalogue of Life.